# 廣域網路優化
廣域網路優化（英語：WAN optimization），是一系列技術的集合，用來使廣域網路（WAN）中的資料傳送效率增加。這個市場的成長快速，根據Gartner公司的估計，2008年產值為10億美元，至2014年則成長至44億美元 。
廣域網路優化的主要對象是針對於以TCP協定傳送的資料。

## 技術概論
- 重复数据删除
- 压缩
- 延迟优化
- 缓存/代理
- 前向纠错
- 协议欺骗
- 流量整形
- 均化
- 连接限制
- 速率限制